# Cortenul Nou, Taraclia
Cortenul Nou este un sat din componența comunei Cealîc din raionul Taraclia, Republica Moldova.

## Demografie

### Structura etnică
Structura etnică a localității conform recensământului populației din 2004:
| Grup etnic                    | Populație | % Procentaj |
| ----------------------------- | --------- | ----------- |
| Bulgari                       | 146       | 65,77%      |
| Găgăuzi                       | 50        | 22,52%      |
| Băștinași declarați Moldoveni | 11        | 4,95%       |
| Ucraineni                     | 8         | 3,60%       |
| Ruși                          | 6         | 2,70%       |
| Alții                         | 1         | 0,45%       |
| Total                         | 222       |             |